# Tres bárbaros en un jeep
Tres bárbaros en un jeep es una película estrenada en 1955, protagonizada por Gaby, Fofó y Miliki y dirigida por Manuel de la Pedrosa.

## Argumento
Tres reclutas tienen que encontrar unos documentos secretos guardados en un jarrón, a través de diferentes situaciones absurdas.

## Reparto
- Gabriel Aragón Bermúdez "Gaby"
- Alfonso Aragón Bermúdez "Fofó"
- Emilio Aragón Bermúdez "Miliki"
- Marta Rams
- Julita Muñoz
- Pilín Vallejo
- Luis Manuel Martinez Casado
- Ricardo Dantes
- Agustín Campos
- Mario Martinez Casado